# ۱۳۵۷ (خورشیدی)
سال ۱۳۵۷ هجری خورشیدی سالی عادی بود.

## رویدادها
- ۷ مرداد - حمله شدیداللحن فیدل کاسترو به ایران و عربستان سعودی که ثروت مردم فقیر را به نفع قدرت های امپریالیستی از چنگشان خارج می کنند.[۱]
- ۹ شهریور - ربودن موسی صدر، اندیشمند دینی ایرانی‌تبار و رئیس مجلس شیعیان لبنان در لیبی
- ۱۷ شهریور - درگیری مسلحانه مردم معترض و نیروهای نظامی ارتش در میدان ژاله در تهران (جمعه سیاه)
- ۲۵ شهریور - زمین‌لرزه طبس با شدت ۷٫۸ ریشتر و حدود ۱۵٬۰۰۰ نفر کشته
- ۱ آبان – اعتصاب دوباره کارکنان رادیو و تلویزیون برای ابراز مخالفت خود با حکومت پهلوی
- ۲۶ دی - خروج محمدرضا پهلوی از ایران در پی بالاگرفتن تظاهرات و مخالفت‌های مردمی[۲]
- ۲۶ دی - انتخاب سید جلال‌الدین تهرانی به ریاست شورای سلطنت
- ۲۶ دی - وقوع زمین‌لرزه در قائن
- ۱۲ بهمن - بازگشت سید روح‌الله خمینی به ایران پس از چهارده سال تبعید[۳][۴]
- ۱۷ بهمن - تشکیل دولت موقت به ریاست مهدی بازرگان
- ۱۸ بهمن - دستور ایالات متحده به کارکنان خود برای خروج از ایران
- ۱۹ بهمن - جمعی از پرسنل نیروی هوایی با انجام رژه و خواندن سرود در مقابل روح‌الله خمینی، با انقلاب و رهبر آن اعلام همبستگی کردند.
- ۲۲ بهمن - پیروزی انقلاب اسلامی ایران، و پایان نظام شاهنشاهی در ایران[۳]
- ۲۲ بهمن - اعلامیه بی‌طرفی ارتش
- ۱۷ اسفند - نخستین اعتراضات بر ضد حکومت جمهوری اسلامی ایران از سوی زنان معترض به حجاب اجباری اسلامی (تظاهرات ۱۷ اسفند ۱۳۵۷)
- ۲۴ اسفند - قیام بیست و چهار حوت و کشته شدن ۲۵ هزار افغان توسط شوروی

## زادروزها
- ۱ اردیبهشت - علیرضا فغانی، داور فوتبال
- ۲۲ اردیبهشت - حسین رضازاده، وزنه‌بردار
- ۳ تیر - نگار فروزنده، بازیگر
- ۵ تیر - علی آقایی، بازیگر
- ۱۱ تیر - سحر جعفری جوزانی، بازیگر
- ۵ مرداد - سید اصغر محمودی، نقاش
- ۵ مرداد - روح‌الله زم، روزنامه‌نگار و فعال رسانه‌ای
- ۱۰ شهریور - رؤیا میرعلمی، بازیگر
- ۲۰ مهر - حمید عسکری، خواننده
- ۲۵ مهر - مهرداد رئیسی، دوبلور
- ۱۲ آبان - یکتا ناصر، بازیگر
- ۱۷ آبان - علی کریمی، بازیکن فوتبال
- ۲۷ آذر - سعید شیخ‌زاده، گوینده، مدیر دوبلاژ، بازیگر و مجری
- ۱۷ دی - آزاده صمدی، بازیگر
- ۳ بهمن - آزاده آل ایوب، مجری برنامه کودک
- ۱۴ بهمن - مریم ایراندوست، بازیکن تیم ملی فوتبال زنان ایران
- ۴ اسفند - شقایق دهقان، بازیگر
- حامد حبیبی، شاعر، نویسنده

## درگذشت‌ها
- ۱۵ فروردین - اسدالله علم، نخست‌وزیر و وزیر دربار
- ۲۳ مهر - نورالدین اشنی، فقیه
- ۲۳ بهمن - عبدالعلی بدره‌ای، آخرین فرمانده نیروی زمینی شاهنشاهی ایران[۵] و فرمانده گارد جاویدان شاهنشاهی بود.[۶]
- ۲۶ بهمن - نعمت‌الله نصیری، سومین رئیس سازمان ساواک (ز. ۱۲۸۹)
- ۲۶ بهمن - رضا ناجی، فرماندار نظامی اصفهان
- ۲۶ بهمن - منوچهر خسروداد، نظامی و آخرین فرمانده هوانیروز (ز. ۱۳۰۶)
- ۱۷ اسفند - جعفر قلی صدری، رئیس شهربانی (ز. ۱۲۹۰)
- ۲۲ اسفند - نادر جهانبانی، نظامی (ز. ۱۳۰۷)
- عبدالوهاب اقبال - مالکان خراسان، استاندار کرمان، نماینده حوزه انتخابیه کاشمر در مجلس شورای ملی و نایب‌التولیه حرم فاطمه معصومه در قم (ز. ۱۲۸۵)